# Wudong, Chongqing
Wudong (kinesiska: 五洞) är en köping i sydvästra Kina. Den ligger i Dianjiang härad i storstadsområdet Chongqing,  omkring 100 kilometer nordost om det centrala stadsdistriktet Yuzhong. Antalet invånare är 17 190. Befolkningen består av 8 484 kvinnor och 8 706 män. Barn under 15 år utgör 27,0 %, vuxna 15-64 år 58 %, och äldre över 65 år 13,0 %.